# Mitterberg-Sankt Martin
Mitterberg-Sankt Martin är en kommun i  distriktet Liezen i förbundslandet Steiermark i Österrike. Kommunen bildades 1 januari 2015 genom en sammanslagning av kommunerna Mitterberg och Sankt Martin am Grimming. Huvudort är Gersdorf. 
Kommunen består av 23 orter (Ortschaften) (inom parentes invånarantal 1 januari 2024):

- Berg (32)
- Diemlern (40)
- Dorf (38)
- Espang (43)
- Gersdorf (161)
- Gstatt (11)
- Kaindorf (304)
- Kranzbach (37)
- Krottendorf (63)
- Matzling (172)
- Mitterberg (189)
- Niedergstatt (11)
- Oberlengdorf (135)
- Oberstuttern (31)
- Prenten (3)
- Ratting (44)
- Salza (83)
- Sankt Martin am Grimming (220)
- Steg (10)
- Strimitzen (24)
- Tipschern (175)
- Unterlengdorf (57)
- Zirting (71)